# Homme de corps
Au Moyen Âge, un homme de corps désigne un serf et s'oppose à la dénomination d'« homme libre »,.

## Dans la littérature
Le premier conte du troisième dixain des Cent Contes drolatiques d'Honoré de Balzac, titré Persévérance d'amour, a pour thème l'amour d'un orfèvre et de la fille d'un homme de corps, appartenant à une abbaye de Touraine.

## Sources et Références
1. ↑  Louis Hordret, Histoire des droits anciens et des prérogatives et franchises de la ville de Saint-Quentin
2. ↑  Santino Langé, L'Héritage roman : la maison en pierre d'Europe occidentale